# Марк Овермарс
Марк Овермарс (на нидерландски: Marc Overmars) е бивш нидерландски футболист, технически директор на АФК „Аякс“ от 2012 г.
Роден е на 29 март 1973 г. в град Емст (Нидерландия). Национал от 1993 до 2004 г. с 86 мача и 17 гола за националния отбор. Печели Купата на европейските шампиони през 1995 г. с отбора на Аякс Амстердам, воден тогава от Луис ван Гаал. Преминава през лондонския Арсенал където от 1997 г. до 2000 г. изиграва 99 мача и отбелязва 25 гола. ФК Барселона го купува за 40 милиона евро, което го прави най-скъпия холандски футболист дотогава. През 2004 г. на 31 години неочаквано обявява, че слага край на кариерата си, но се завръща от 2008 г. до 2009 г. в родния си клуб „Гоу Ахед Игълс“. Отново е принуден да сложи край на състезателната си кариера поради дългосрочна контузия.